# Papa Ioan al XXIII-lea
Ioan al XXIII-lea, născut Angelo Giuseppe Roncalli, (n. 25 noiembrie 1881, Sotto il Monte, Italia - d. 3 iunie 1963, Cetatea Vaticanului, Roma) a fost papă din 28 octombrie 1958 până la moartea sa. În data de 25 ianuarie 1959 a convocat Conciliul Vatican II, pentru „aducerea la zi” (în italiană aggiornamento)  a Bisericii Catolice. Papa Ioan al XXIII-lea a fost canonizat în anul 2014. Este sărbătorit pe 11 octombrie, ziua în care a deschis Conciliul Vatican II în anul 1962.

## Biografie
Angelo Giuseppe Roncalli, al treilea din treisprezece copii, s-a născut la 25 noiembrie 1881 în localitatea Sotto il Monte, într-o familie de agricultori. A urmat școala primară din localitate, iar la vârsta de doisprezece ani a intrat în seminarul din Bergamo. O bursă a Fundației Cerasoli (1901) i-a permis să meargă mai departe la Apollinaris, în Roma, unde studiază Istoria Bisericii cu Umberto Benigni (printre alții). A fost nevoit să întrerupă studiile pentru a satisface serviciul militar în armata italiană, dar s-a întors în seminar și a obținut doctoratul în teologie. A fost hirotonit preot în 1904. După continuarea studiilor în drept canonic a fost numit secretar al episcopului de Bergamo, Giacomo Radini-Tedeschi. Roncalli îl slujește timp de nouă ani pe acest prelat însărcinat cu problemele sociale, dobândind o experiență deosebită și o mare înțelegere a problemelor clasei muncitoare. A predat și apologetică, istoria bisericii și patrologie.
În 1915, după intrarea Italiei în Primul Război Mondial, a fost rechemat în serviciul militar în calitate de capelan. La terminarea serviciului în 1918 a fost numit îndrumător spiritual la seminar, dar își face timp pentru a înființa un cămin pentru studenții din Bergamo. Tot în această perioadă începe un studiu care se concretizează într-o operă de mai multe volume despre vizitele episcopale ale lui Carol Borromeo la Bergamo, ultimul volum fiind publicat după alegerea sa ca papă.

Stema pontificală a papei Ioan al XXIII-lea, cu leul sfântului Marcu, simbolul Veneției

În 1921 a fost chemat la Roma pentru a reorganiza Congregația pentru Răspândirea Credinței. Numit episcop titular de Areopolis și vizitator apostolic în Bulgaria (1925), s-a îngrijit imediat de problemele bisericilor orientale. Transferat în 1934 în Turcia și Grecia ca delegat apostolic, a înființat la Istanbul un birou pentru găsirea prizonierilor de război. Ca delegat apostolic a intervenit pe lângă autoritățile turce ca un vas cu copii evrei din România să nu fie trimis înapoi, ceea a însemnat salvarea de la moarte a copiilor respectivi. În semn de recunoștință pentru această intervenție a fost vizitat la Istanbul de marele rabin al Ierusalimului.
În 1944 a fost numit de către papa Pius al XII-lea nunțiu la Paris pentru a sprijini eforturile postbelice ale Bisericii din Franța, și a devenit primul observator permanent al Sfântului Scaun pe lângă UNESCO, luând cuvântul în cea de-a șasea și a șaptea adunare generală a organizației, în 1951 și 1952. În 1953 devine cardinal-patriarh al Veneției și spera să-și petreacă ultimii ani din viață în această misiune pastorală. Pregătea actele sinodale ale primului său sinod diecezan (1958) când a fost chemat la Roma pentru a participa la conclavul care l-a ales papă.

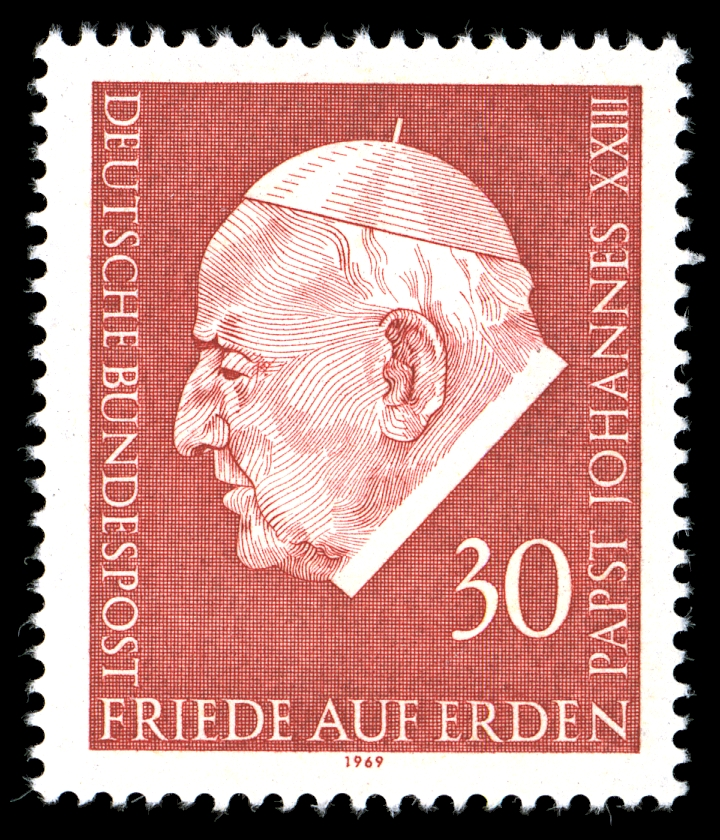
Marcă poștală emisă de Republica Federală Germania, cu ocazia publicării enciclicii Pacem in terris (1969)

În primul său discurs public papa Ioan și-a exprimat preocuparea pentru reunirea cu creștinii separați și pentru pacea în lume. În mesajul de la încoronarea sa a afirmat "cu tărie și sinceritate" ca intenția sa era aceea de a fi un papă pastoral atâta timp cât "toate celelalte daruri umane și priceperi - învățătura, experiența practică, rafinamentul diplomatic - pot să mărească și să îmbogățească munca pastorală dar nu o pot înlocui". Una din primele sale acțiuni a fost aceea de a anula reglementarea lui Sixt al IV-lea care limita numărul membrilor Colegiului Cardinalilor la 70; în următorii patru ani mărește numărul lor la 87, cu cea mai mare reprezentare internațională din istorie. La mai puțin de trei luni de la alegerea sa a anunțat că va ține un sinod diecezan la Roma, va convoca un conciliu ecumenic pentru Biserica universală, și va revizui Codul de Drept Canonic. Sinodul diecezan, primul din istoria Romei, s-a ținut în 1960. Conciliul Vatican II a fost deschis în 1962, iar Comisia Pontificală pentru Revizuirea Codului a fost numită în 1963.
Mater et magistra, enciclica sa progresistă, a fost publicată în 1961, la aniversarea enciclicii Rerum novarum a papei Leon al XIII-lea. Pacem in terris, apărând libertatea și demnitatea omului ca bază a ordinii și păcii în lume, a fost promulgată în 1963. A ridicat Comisia Pontificală pentru Cinema, Radio și Televiziune la statut curial, a aprobat un nou cod al rubricilor pentru Misal și Breviar, a făcut progrese evidente în relațiile ecumenice creând un nou Secretariat pentru promovarea unității creștinilor și numind primul reprezentant la Adunarea Consiliului Mondial al Bisericilor ținut în New Delhi (1961). În 1960 a consacrat paisprezece episcopi pentru Asia, Africa și Oceania. Fundația Internațională Balzan i-a acordat premiul pentru pace în 1962.
De la moartea sa din 3 iunie 1963 s-au scris și s-au spus multe despre căldura și sfințenia iubitului papă Ioan. Probabil că mărturia lumii a fost exprimată cel mai bine de desenul dintr-un ziar care reprezenta pământul învăluit în doliu și cu titlul simplu: „Un deces în familie”.

## Beatificarea și canonizarea
Papa Ioan al XXIII-lea a fost beatificat (declarat fericit) la 3 septembrie 2000, în timpul pontificatului papei Ioan Paul al II-lea. Trecerea sa în rândul sfinților a fost oficiată de papa Francisc în data de 27 aprilie 2014.